# Juan Carlos Muñoz
Juan Carlos Muñoz (* 4. März 1919 in Avellaneda, Provinz Buenos Aires; † 22. November 2009 in Buenos Aires) war ein argentinischer Fußballspieler und -trainer.
Mit der argentinischen Fußballnationalmannschaft gewann er die Copa América. Auf Vereinsebene war er in den 1940er Jahren bei River Plate Teil der legendären Máquina, einer der herausragenden Vereinsformationen der Fußballgeschichte, und gewann mit dem Klub vier Meisterschaften.

## Laufbahn
Muñoz spielte zunächst in der Jugendmannschaft des Vereins CA Independiente. Dieser Verein war in Muñoz’ Heimatviertel, dem Industrievorort Avellaneda vor den Toren der argentinischen Hauptstadt Buenos Aires beheimatet. Von dort wechselt er 1939 als erst 19-Jähriger zum seinerzeit von Carlos Peucelle dominierten River Plate.

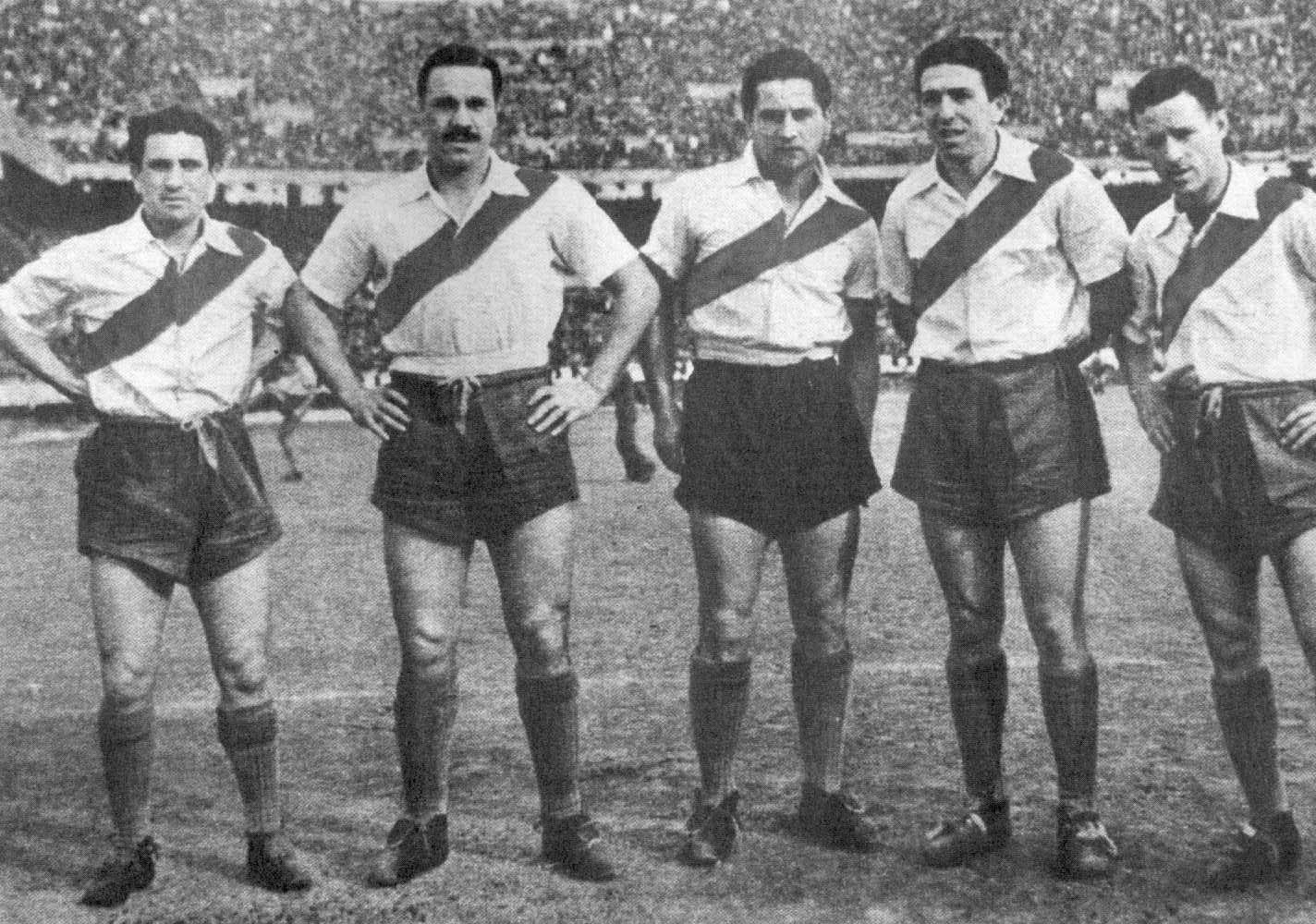
Die legendäre Máquina: Juan Carlos Muñoz, José M. Moreno, Adolfo Pedernera, Angel Labruna und Félix Lousteau

Bei seinem neuen Verein spielte er sich schon bald als Rechtsaußen in die Stammformation und 1941 konnte seine erste argentinische Meisterschaft gewinnen. Als 1942 die Geburtsstunde der Máquina schlug, der Maschine, wie die den argentinischen Fußball jener Jahre dominierende Mannschaft von River Plate genannt wurde, war er Mitglied dieser Formation.
Muñoz war bekannt für seine Flankenläufe bis zur Auslinie, von wo er mit seinen Hereingaben die Stars der Mannschaft, die zentralen Angriffsspieler Adolfo Pedernera, José Manuel Moreno und Angel Labruna, bediente. Auf Linksaußen vervollständigte Félix Loustau die Máquina.
Bis 1950 gewann Muñoz noch drei weitere Male den Titel des argentinischen Meisters. Insgesamt erzielte er in seinen 184 Ligakämpfen für River 39 Tore. 1951 wechselte er zum CA Platense in die nördliche Peripherie von Buenos Aires. Bei diesem Verein beendete er 1953, nach 39 Spielen mit 3 weiteren Treffern, seine aktive Spielerkarriere und arbeitete dort anschließend noch eineinhalb Jahre als Trainer.

## Nationalmannschaft
Mit der argentinischen Nationalmannschaft gewann er 1945 in Santiago de Chile unter Trainer Guillermo Stábile die Campeonato Sudamericano. Insgesamt wurde er 11 Mal in die Nationalelf berufen und erzielte dabei zwei Tore.

## Spätere Jahre
In späteren Jahren betätigte sich Juan Carlos Muñoz unter anderem als Sportjournalist für diverse Radiosender.
Muñoz galt seit dem Tod von Félix Loustau 2003 als letzter Verbliebener der legendären Máquina. Er selbst starb im Alter von 90 Jahren in Buenos Aires an einem Herzinfarkt.

## Statistik

### Vereine
Argentinische Fußballnationalmannschaft
- 1939–1950 River Plate
- 1951–1953 CA Platense

### Erfolge
- Copa América: 1945
- Meisterschaft von Argentinien: 1941, 1942, 1945, 1947